# Вороб'єво (Великолуцький район)
Вороб'єво (рос. Воробьево) — присілок в Великолуцькому районі Псковської області Російської Федерації.
Населення становить 8 осіб. Входить до складу муніципального утворення Личьовська волость.

## Історія
Від 2014 року входить до складу муніципального утворення Личьовська волость.

## Населення
| 2001 | 2002 | 2010 |
| ---- | ---- | ---- |
| 8    | ↗13  | ↘8   |